# Haukeliseter
Haukeliseter is een toeristenhut van Den Norske Turistforening (DNT) langs de E134 bij het meer Ståvatnet in de gemeente Vinje in de fylke Telemark in het zuiden van Noorwegen. De hut ligt op 1000 meter boven zeeniveau op de hoogvlakte Hardangervidda.
Een dichtbijzijnde plaats is Røldal.